# Blood Alliance
Blood Alliance är det brittiska power metal-bandet Power Quests femte studioalbum. Det gavs ut i mars 2011 av skivbolaget Napalm Records och i Japan tidigare samma år av Avalon.
På detta album hade man en nästan helt ny line-up, då samtliga bandmedlemmar utöver keyboardisten och den huvudsaklige låtskrivaren Steve Williams tillkommit efter utgivningen av den föregående skivan Master of Illusion. Ny i bandet var bland andra den srilankesiske sångaren Chitral "Chity" Somapala (ex-Firewind, ex-Avalon).

## Låtlista
1. "Battle Stations" (instrumental) – 1:46
2. "Rising Anew" – 4:35
3. "Glorious" – 4:58
4. "Sacrifice" – 6:13
5. "Survive" – 6:02
6. "Better Days" – 5:24
7. "Crunching the Numbers" – 7:26
8. "Only in My Dreams" – 6:09
9. "Blood Alliance" – 9:04
10. "City of Lies" – 6:39

Bonusspår på japanska utgåvan
1. "Time to Burn" – 5:24

## Medverkande
Musiker
- Chitral "Chity" Somapala – sång
- Andy Midgley – gitarr
- Gavin Owen - gitarr
- Paul Finnie – basgitarr
- Steve Williams – keyboard
- Rich Smith – trummor

Bidragande musiker
- Nick Workman - körsång

Produktion
- Chris Fielding – producent, studiotekniker
- Nick Savio – mixning
- Antonio Saviozzi – mastering
- Dijana Capan - foto
- Felipe Machado Franco - albumkonst